# Yungasocereus inquisivensis
Yungasocereus inquisivensis är en kaktusväxtart som först beskrevs av Martín Cárdenas Hermosa, och fick sitt nu gällande namn av Friedrich Ritter. Yungasocereus inquisivensis ingår i släktet Yungasocereus och familjen kaktusväxter. Inga underarter finns listade i Catalogue of Life.